# 大路 (義大利電影)
《大路》（義大利語：La strada）是義大利導演費德里柯·費里尼所執導的一部電影，也是他生涯的代表作之一，為影史上相當重要的一部作品。

## 劇情
鐵鏈表演者贊巴諾原先買來的女跟班死了，所以她的姊妹傑索米納便一樣被賣給了贊巴諾。蠻橫暴力的贊巴諾，就和頭腦不太靈巧但心地善良的傑索米納展開了旅途。
總是裝扮成小丑模樣的傑索米納，雖不斷嘗試在生活裡找尋微小幸福，但贊巴諾實在太卑劣，她便出走去流浪。也因此邂逅了開朗的走鋼索人......

## 主要角色
- 安東尼·昆 飾演 贊巴諾
- 朱列塔·玛西纳 飾演 傑索米納
- 理查德·貝斯哈特 飾演 走鋼索人

- 艾爾多·西瓦尼 飾演 馬戲團老闆
- 瑪雪拉·洛維兒 飾演 寡婦;傑索米納母
- 莉維亞·凡特里妮 飾演 修女

## 獲獎
- 威尼斯影展銀獅獎
- 奧斯卡最佳外語片獎
- 藍絲帶獎
- 波迪電影獎
- 紐約影評人協會

## 外部連結
- La Strada （页面存档备份，存于） essay at Criterion Collection by Peter Matthews.
- La Strada DVD review at Blogcritics.
- La Strada at Broken Projector.
- La Strada （页面存档备份，存于） at Film Reference.
- 互联网电影数据库（IMDb）上《大路》的资料（英文）
- 豆瓣电影上《大路》的資料 （简体中文）

| 前任： 宮本武藏 | 奧斯卡最佳外語片獎 1956年 | 繼任： 卡比莉亞之夜 |